# Euthynnus
Euthynnus – rodzaj morskich ryb okoniokształtnych z rodziny makrelowatych (Scombridae).

## Zasięg występowania
Bałtyk, Morze Północne, Morze Śródziemne, Morze Czarne, Morze Czerwone, Indo-Pacyfik, Pacyfik i Atlantyk.

## Klasyfikacja
Gatunki zaliczane do tego rodzaju:
- Euthynnus affinis – tunek wschodni[3]
- Euthynnus alletteratus – tunek atlantycki[3], tunek[4]
- Euthynnus lineatus – tunek czarny[5]

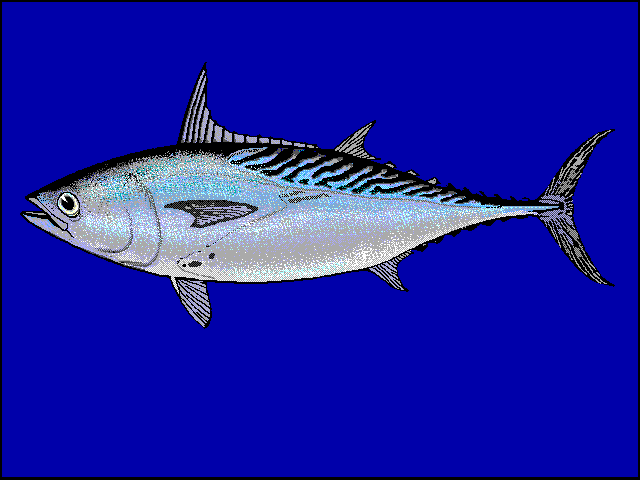
Euthynnus affinis
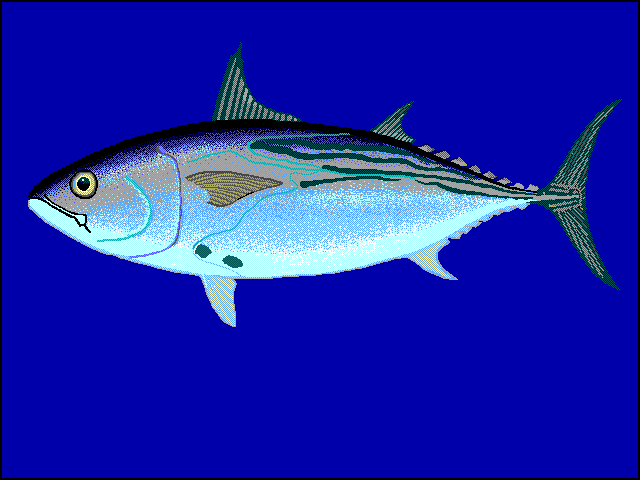
Euthynnus lineatus